# Conviene far bene l'amore
Conviene far bene l'amore è un film del 1975 scritto e diretto da Pasquale Festa Campanile, trasposizione cinematografica del suo romanzo omonimo. È una commedia erotica con elementi fantascientifici debitrice delle teorie di Wilhelm Reich (l'autore di La funzione dell'orgasmo).
Il film esce in un'epoca dove viene sfatato il mito dell'inesauribilità delle fonti energetiche, nel contesto della crisi energetica di inizio anni settanta e dell'applicazione della cosiddetta Austerity, ovvero di misure restrittive dei consumi di carburanti come il divieto domenicale di circolazione di mezzi privati, misura applicata in Italia dal dicembre 1973 al giugno 1974.

## Trama
In un prossimo futuro, in un mondo privo di risorse energetiche e tornato ad un'epoca preindustriale - il cavallo e la bicicletta quali unici mezzi di locomozione, il gas unica fonte di illuminazione - un eccentrico scienziato, Enrico Nobili, idea un apparecchio che ricava energia elettrica dai rapporti sessuali, sperimentandolo in una corsia dell'antico Policlinico romano.
Il giovane prestante Daniele e la procace Francesca vengono ricoverati inspiegabilmente in una stessa stanza, avendo subito incidenti procurati dallo stesso Nobili. Una volta sviluppatasi attrazione tra i due l'esperimento ha successo e delle antiche lampadine emanano dopo decenni la luce.
Al fine di ripetere l'esperimento a conferma delle teorie, segue un esilarante tentativo di far ricongiungere le due cavie involontarie, dal momento che la giovane assistente Piera non dispone della sensualità sufficiente onde sviluppare energia apprezzabile.
L'invenzione viene in seguito rubata ma al ricercatore spetta la soddisfazione di rivedere un mondo tornato ai fasti del XX secolo, nonostante la nuova forma di sfruttamento che priverà la gente dell'ultimo piacere concesso, appunto quello sessuale.

## Produzione
Dai ricordi dello sceneggiatore Ottavio Jemma: «[...] la paradossale soluzione reichiana alla crisi energetica non fu scelta a pretesto per raccontare “un'inutile commediola erotica”, come scrive nel suo dizionario Paolo Mereghetti (il Morandini dimentica addirittura l'esistenza del film). L'idea di ispirarsi alle teorie reichiane per realizzare un film fu indiscutibilmente tutta sua, di Festa Campanile.
E avremmo tranquillamente potuto sfruttarla in una ambientazione da commedia “contemporanea”, più familiare forse alle inclinazioni di Pasquale. Fu invece mia la proposta di spingerne gli sviluppi nella direzione della fantascienza, ambientandola nella Roma di un non lontano futuro, oscurata dall'esaurimento delle fonti energetiche. […]
Credo, tra l'altro, che proprio questa impostazione fantascientifica del paradosso energetico abbia impedito a Conviene far bene l'amore, di “invecchiare”, e sono addirittura convinto che una sua ipotetica riprogrammazione nelle sale potrebbe dare qualche sorpresa. […] Mi pare che in pochi film come in questo il sesso venga invece così allegramente dissacrato e senza mai cadere nella volgarità [...]».

## Distribuzione
Distribuito dalla Titanus il 27 marzo 1975 col divieto ai minori di 18 anni. Doppiaggio affidato alla Cine Video Doppiatori.

## Promozione
La cartellonistica era caratterizzata da un profilo femminile provvisto di lampadine in luogo dei capezzoli ed una figura maschile cui scaturisce un alone di luce all'altezza del ventre; pittura di un gallo e una gallina in accoppiamento su una batteria elettrica.

## Accoglienza e critica
(Fantafilm)